# Jean Baudrillard
Jean Baudrillard (Reims, França, 29 de juliol de 1929 - París, 6 de març de 2007) fou un sociòleg i crític de la cultura. El seu treball es relaciona amb el postmodernisme i el postestructuralisme.

## Dècada dels 60
Baudrillard va començar a interessar-se per la política a partir de la Guerra d'Algèria. El 1962 i 1963 va publicar crítiques literàries en la revista Les Temps Modernes del filòsof existencialista Jean Paul Sartre. El 1966 va defensar la seua tesi de doctorat Le sistème des objets –El sistema dels objectes-, sota la direcció d'Henri Lefebvre. A partir d'aleshores, va iniciar la seua activitat com a docent de Sociologia. Conjuntament amb Roland Barthes, va ser un dels fundadors de la revista Utopie i es va adherir a la idea sartreana d'“intel·lectual”, independent dels partits polítics i lliure per a dialogar amb el marxisme. La influència de Lois Althusser i Guy Debord és realment important per a caracteritzar qui Stevenson (1998) anomena “el primer Baudrillard”.
Als anys 1960 va mantenir que les teories marxistes havien quedat desactualitzades: segons el seu pensament, la nova base de l'ordre social era el consum i no la producció. Al seu llibre Crítica a l'economia política del signe es va proposar explicar el sorgiment de la societat de consum i l'economia a través de l'aplicació de les Teories del Signe, originades per la lingüística estructural de Ferdinand de Saussure, també adoptada per Roland Barthes. Així, a aquesta obra, Baudrillard atén les dinàmiques d'aïllament i privatització del consum que suposen la supremacia del sistema de dominació. Al mateix temps, defensa que el marxisme és ja vist com “un corrent ocupat en excés per qüestions d'economia política i allunyat de l'anàlisi de la significació de la cultura” (L'espill de la producció, 1975). Baudrillard acceptarà de Lois Althusser el descentrament del subjecte per l'acció de la ideologia i la seua crítica a l'humanisme. De Guy Debord, assumirà l'exigència d'una política d'avantguarda, heterodoxa i la seua crítica de l'efecte simulador que produeix l'excés de missatges hipercodificats i aliens a la vida quotidiana.

## Dècada dels 90
El 1990, abans que s'iniciés la Guerra del Golf, Baudrillard va predir que l'esmentada guerra no ocorreria. Després de la guerra, va proclamar que el que hi havia dit era ben cert: "la Guerra del Golf no ha ocorregut". En aquesta obra, Baudrillard presenta la primera Guerra del Golf com la inversa de la fórmula de Clausewitz: no era "la continuació de la política per altres mitjans, sinó "la continuació de l'absència de la política per altres mitjans".
Així, també els mitjans de comunicació occidentals hi van ser còmplices, presentant la guerra en temps real, mitjançant el reciclatge de'imatges de guerra per a propagar la idea que els dos enemics, els Estats Units (i aliats) estaven en realitat lluitant contra l'exèrcit iraquià. Però Saddam Hussein no hi va fer ús de la seua capacitat militar (La força aèria iraquiana) el seu poder polític-militar no es va afeblir (es va suprimir la insurgència kurda contra Irak al final de la guerra). Però el poc que ha canviat a Irak: l'enemic va ser invicte, els vencedors no hi van eixir victoriosos, per tant, no hi va haver guerra.
Segons la seua postura, els Estats Units es veuen compromesos amb la il·lusió de combatre, tal com la ment del jugador es veu immersa en el videojoc (exemple de la hiperrealitat) on l'experiència enganya a la consciència fent-la creure que és un actor d'alguna cosa que no s'està acomplint. Mentre el combat pot haver estat real, només unes poques persones en l'altre extrem del planeta ho han experimentat. La "guerra" que es va transmetre per la televisió, i en conseqüència, la guerra tal com va ser entesa per la majoria de la gent, realment no va existir.
Alguns crítics acusen a Baudrillard de revisionisme a l'instant, d'una negació de l'acció física de la guerra (part de la seua negació de la realitat, en general). Baudrillard va ser acusat d'amoralisme peresós, abraçant l'escepticisme cínic i l'idealisme de Berkelian. Comentaristes ara com William Merrin han argumentat: "Baudrillard estava preocupat pel domini tecnològic i polític d'occident i la globalització dels seus interessos comercials". Merrin ha afirmat que Baudrillad no va negar que alguna cosa hi va ocórrer, sinó que simplement va posar en dubte que aquesta cosa fóra una guerra.

## Opinions sobre Jean Baudrillard
- En una entrevista publicada a La Vanguardia, l'entrevistadora, Ima Sanchís, escriu, referint-se a Baudrillard: "... no me mira a los ojos cuando habla; yo le clavo los míos." [... no em mira als ulls quan parla; jo li clavo els meus.][1]

## Obres
- Le Système des objets : la consommation des signes, Paris, éd. Gallimard, 1968.
- La Société de consommation, 1970.
- Pour une critique de l'économie politique du signe, 1972.
- Le Miroir de la production, 1973
- L’Échange symbolique et la mort, Paris, éd. Gallimard, 1976.
- Oublier Foucault, Paris, éd. Galilée, coll. « Espace critique », 1977.
- L’Effet Beaubourg, 1977.
- À l'ombre des majorités silencieuses, 1978.
- L’Ange de stuc, 1978.
- De la séduction, 1979.
- Enrico Baj, 1980.
- Cool Memories, 1980-1985.
- Simulacres et simulation, 1981.
- À l'ombre des majorités silencieuses, 1982.
- Les Stratégies fatales, Paris, éd. Grasset, 1983.
- La Gauche divine, Paris, éd. Grasset, 1985.
- Amérique, Paris, éd. Grasset, 1986.
- L’Autre par lui-même, Paris, éd. Galilée, 1987.
- Cool Memories 2, 1987-1990.
- La Transparence du mal, 1990.
- La Guerre du Golfe n'a pas eu lieu, 1991.
- L’Illusion de la fin ou la grève des événements, 1992.
- Fragments, Cool Memories 3, 1991-1995.
- Figures de l'altérité, 1994.
- La Pensée radicale, 1994.
- Le Crime parfait, 1995.
- Le Paroxyste indifférent, entretiens avec Philippe Petit, 1997.
- Amérique, 1997.
- Écran total, 1997.
- De l'exorcisme en politique, ou la conjuration des imbéciles, 1997.
- Car l'illusion ne s'oppose pas à la réalité, 1997.
- Le Complot de l'art, 1997.
- Illusion, désillusion esthétiques, 1997.
- « À l'ombre du millénaire ou le suspens de l'An 2000 » in La grande mutation ; enquête sur la fin d'un millénaire, 1998.
- L’Échange impossible, 1999.
- Sur le destin, 1999.
- Sur la photographie, 1999.
- Cool Memories IV, 2000.
- Les Objets singuliers : architecture & philosophie, 2000, dialogue avec l'architecte Jean Nouvel.
- Le Complot de l'art, entrevues, 2000.
- Mots de passe, 2000.
- D'un fragment à l'autre, entretiens avec François L'Yvonnet, 2001.
- L’Élevage de poussière, 2001.
- Le Ludique et le policier, 2001.
- Au royaume des aveugles, 2002.
- Power Inferno ; Requiem pour les Twins Towers ; Hypothèse sur le terrorisme ; La violence du Mondial, Paris, éditions Galilée, 2002.
- L’Esprit du terrorisme, 2002.
- Pataphysique, 2002.
- La Violence du monde, avec Edgar Morin ; Paris, éd. du Félin, 2003.
- Au jour le jour, 2000-2001, 2003.
- Le Pacte de lucidité ou l'intelligence du mal, 2004.
- Cahier de l’Herne 84, dirigé par François L'Yvonnet, 2005.
- Cool Memories V, Paris, éd. Galilée, 2005.
- À propos d'Utopie, entretien avec Jean-Louis Violeau, 2005.
- Oublier Artaud, avec Sylvère Lotringer, Sens & Tonka, 2005.
- Les Exilés du dialogue, avec Enrique Valiente Noailles, 2005.
- Pourquoi tout n'a-t-il pas déjà disparu ?, Paris, éd. de L'Herne, 2007; éd. revue et corrigée, 2008.
- Carnaval et cannibale, Paris, éd. de L'Herne, 2008.
- Le Mal ventriloque, Paris, éd. de L'Herne, 2008.

## Obres traduïdes al català
- Oblidar Artaud / Sobre Utopia (2010) Ed. El Tangram, Barcelona.